# Lijst van voetbalinterlands België - Schotland
Deze lijst van voetbalinterlands is een overzicht van alle officiële voetbalwedstrijden tussen de nationale teams van België en Schotland. De landen speelden tot op heden twintig keer tegen elkaar. De eerste ontmoeting, een vriendschappelijke wedstrijd, werd gespeeld in Glasgow op 23 januari 1946. Het laatste duel, een kwalificatiewedstrijd voor het Europees kampioenschap voetbal 2020, vond plaats op 9 september 2019 in Glasgow.

## Wedstrijden
| №  | Plaats   | Datum            | Competitie           | Wedstrijd          | Uitslag |
| -- | -------- | ---------------- | -------------------- | ------------------ | ------- |
| 1  | Glasgow  | 23 januari 1946  | Vriendschappelijk    | Schotland − België | 2 − 2   |
| 2  | Brussel  | 18 mei 1947      | Vriendschappelijk    | België − Schotland | 2 − 1   |
| 3  | Glasgow  | 28 april 1948    | Vriendschappelijk    | Schotland – België | 2 – 0   |
| 4  | Brussel  | 20 mei 1951      | Vriendschappelijk    | België – Schotland | 0 – 5   |
| 5  | Luik     | 3 februari 1971  | EK 1972 kwalificatie | België – Schotland | 3 – 0   |
| 6  | Aberdeen | 10 november 1971 | EK 1972 kwalificatie | Schotland – België | 1 – 0   |
| 7  | Brugge   | 1 juni 1974      | Vriendschappelijk    | België – Schotland | 2 – 1   |
| 8  | Brussel  | 21 november 1979 | EK 1980 kwalificatie | België – Schotland | 2 – 0   |
| 9  | Glasgow  | 19 december 1979 | EK 1980 kwalificatie | Schotland – België | 1 – 3   |
| 10 | Brussel  | 15 december 1982 | EK 1984 kwalificatie | België – Schotland | 3 – 2   |
| 11 | Glasgow  | 12 oktober 1983  | EK 1984 kwalificatie | Schotland – België | 1 – 1   |
| 12 | Brussel  | 1 april 1987     | EK 1988 kwalificatie | België – Schotland | 4 – 1   |
| 13 | Glasgow  | 14 oktober 1987  | EK 1988 kwalificatie | Schotland – België | 2 – 0   |
| 14 | Glasgow  | 24 maart 2001    | WK 2002 kwalificatie | Schotland – België | 2 – 2   |
| 15 | Brussel  | 5 september 2001 | WK 2002 kwalificatie | België – Schotland | 2 – 0   |
| 16 | Brussel  | 16 oktober 2012  | WK 2014 kwalificatie | België – Schotland | 2 – 0   |
| 17 | Glasgow  | 6 september 2013 | WK 2014 kwalificatie | Schotland – België | 0 – 2   |
| 18 | Glasgow  | 7 september 2018 | Vriendschappelijk    | Schotland − België | 0 − 4   |
| 19 | Brussel  | 11 juni 2019     | EK 2020 kwalificatie | België − Schotland | 3 − 0   |
| 20 | Glasgow  | 9 september 2019 | EK 2020 kwalificatie | Schotland − België | 0 − 4   |

## Samenvatting
| Competitie        | Totaal gespeeld | Winst België | Gelijk | Winst Schotland | Doelsaldo België – Schotland |
| ----------------- | --------------- | ------------ | ------ | --------------- | ---------------------------- |
| WK-kwalificatie   | 4               | 3            | 1      | 0               | 8 − 2                        |
| EK-kwalificatie   | 10              | 7            | 1      | 2               | 27 − 8                       |
| Vriendschappelijk | 6               | 3            | 1      | 2               | 10 − 11                      |
| Totaal            | 20              | 13           | 3      | 4               | 45 − 21                      |

Wedstrijden bepaald door strafschoppen worden, in lijn met de FIFA, als een gelijkspel gerekend.